# سید مهدی سیدصالحی
سید محمدمهدی سیدصالحی (زادهٔ ۵ مرداد ۱۳۶۰ در تهران) معروف به مهدی سیدصالحی بازیکن سابق تیم ملی  فوتبال  اهل ایران است. وی سابقه بازی در استقلال، راه‌آهن، پیکان، پرسپولیس، تراکتورو سپاهان  را دارد. او در طول دوران حرفه ای خود قهرمانی و نایب قهرمانی هایی با استقلال، پرسپولیس و سپاهان کسب کرد.

## افتخارات
- لیگ برتر

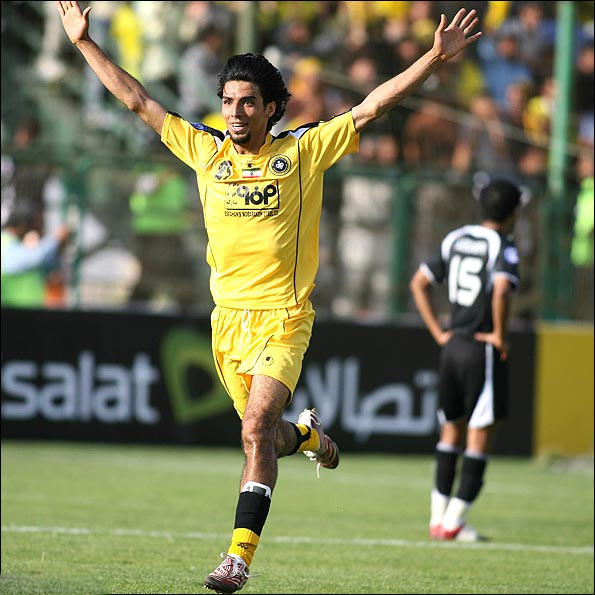
دیدار باشگاه سپاهان اصفهان با الشباب عربستان در فولادشهر، ۲ خرداد ۱۳۸۶

- قهرمانی در لیگ برتر فوتبال ایران ۸۲-۱۳۸۱ به همراه تیم سپاهان اصفهان
- قهرمانی در لیگ برتر فوتبال ایران ۹۱-۱۳۹۰ به همراه تیم سپاهان اصفهان
- نایب قهرمانی در لیگ برتر فوتبال ایران ۸۷-۱۳۸۶ به همراه تیم سپاهان اصفهان
- نایب قهرمانی در لیگ برتر فوتبال ایران ۹۰-۱۳۸۹ به همراه تیم استقلال تهران
- نایب قهرمانی در لیگ برتر فوتبال ایران ۹۲–۱۳۹۱ به همراه تیم تراکتورسازی تبریز
- نایب قهرمانی در لیگ برتر فوتبال ایران ۹۳–۱۳۹۲ به همراه تیم پرسپولیس تهران
- جام حذفی
- قهرمانی در جام حذفی ۸۳-۱۳۸۲ به همراه تیم سپاهان اصفهان
- قهرمانی در جام حذفی ۸۵-۱۳۸۴ به همراه تیم سپاهان اصفهان
- قهرمانی در جام حذفی ۸۶-۱۳۸۵ به همراه تیم سپاهان اصفهان
- لیگ قهرمانان آسیا
- نایب قهرمانی در لیگ قهرمانان آسیا ۲۰۰۷ به همراه تیم سپاهان اصفهان
- دومین گلزن برتر لیگ قهرمانان آسیا ۲۰۰۷ به همراه تیم سپاهان اصفهان با ۵ گل نفر اول موتا ۷ گل
- حضور در جام باشگاه های جهان همراه با سپاهان